# Enrico Zuccalli
Enrico Zuccalli, de verdadero nombre Johann Heinrich Zuccalli (Roveredo, cantón de los Grisones, 1642 - Múnich, 8 de marzo de 1724) fue un arquitecto y maestro de obras de origen italiana que trabajó en el Electorado de Baviera, especialmente para los príncipes electores de la casa de Wittelsbach y para el arzobispo de Colonia. Los edificios de Zuccalli se caracterizan por un estilo barroco italiano tardío y él mismo es considerado el principal representante del Alto Barroco de Múnich.

## Biografía

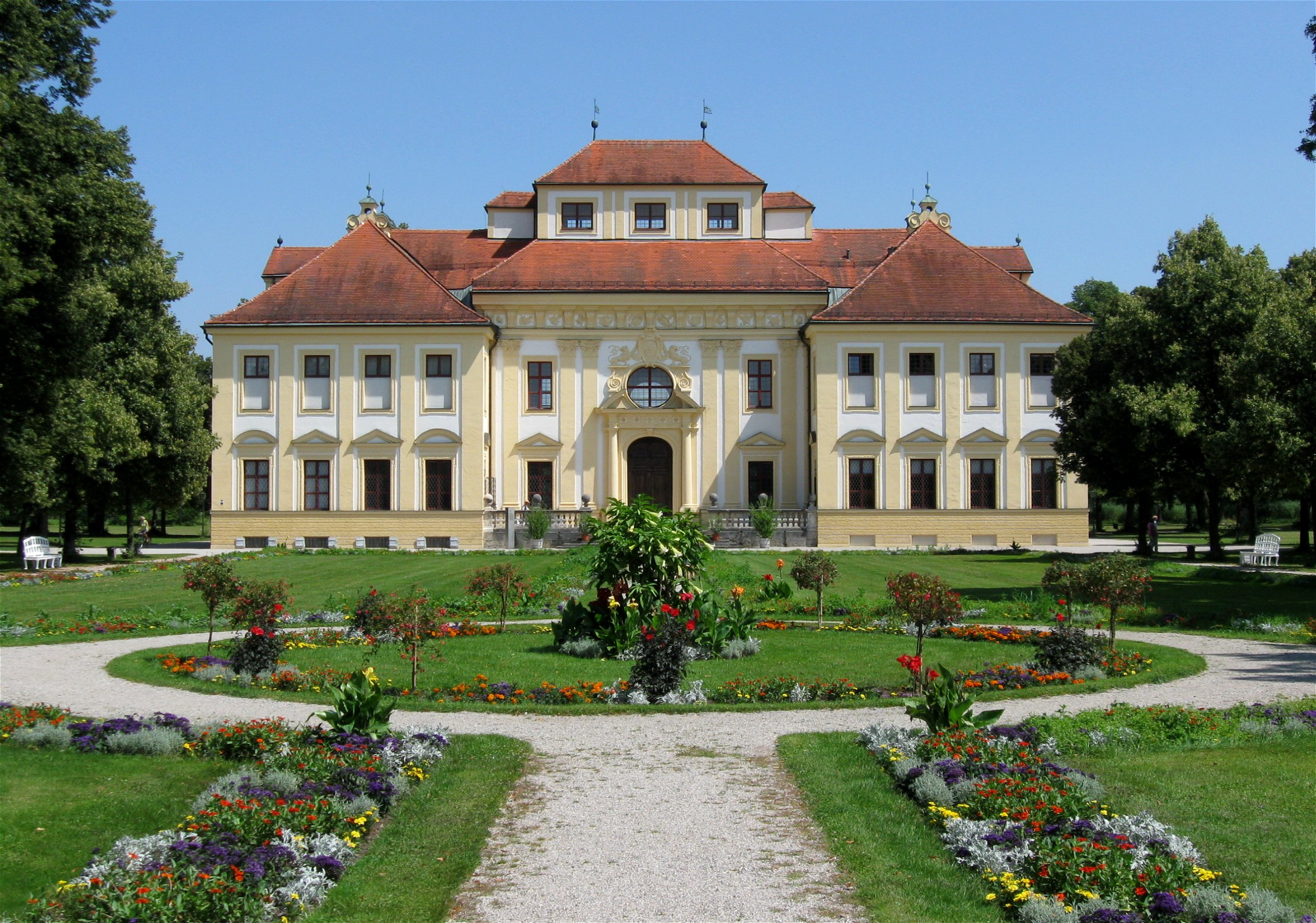
Palacio Lustheim (1684-1689) en el complejo palaciego de Schleissheim

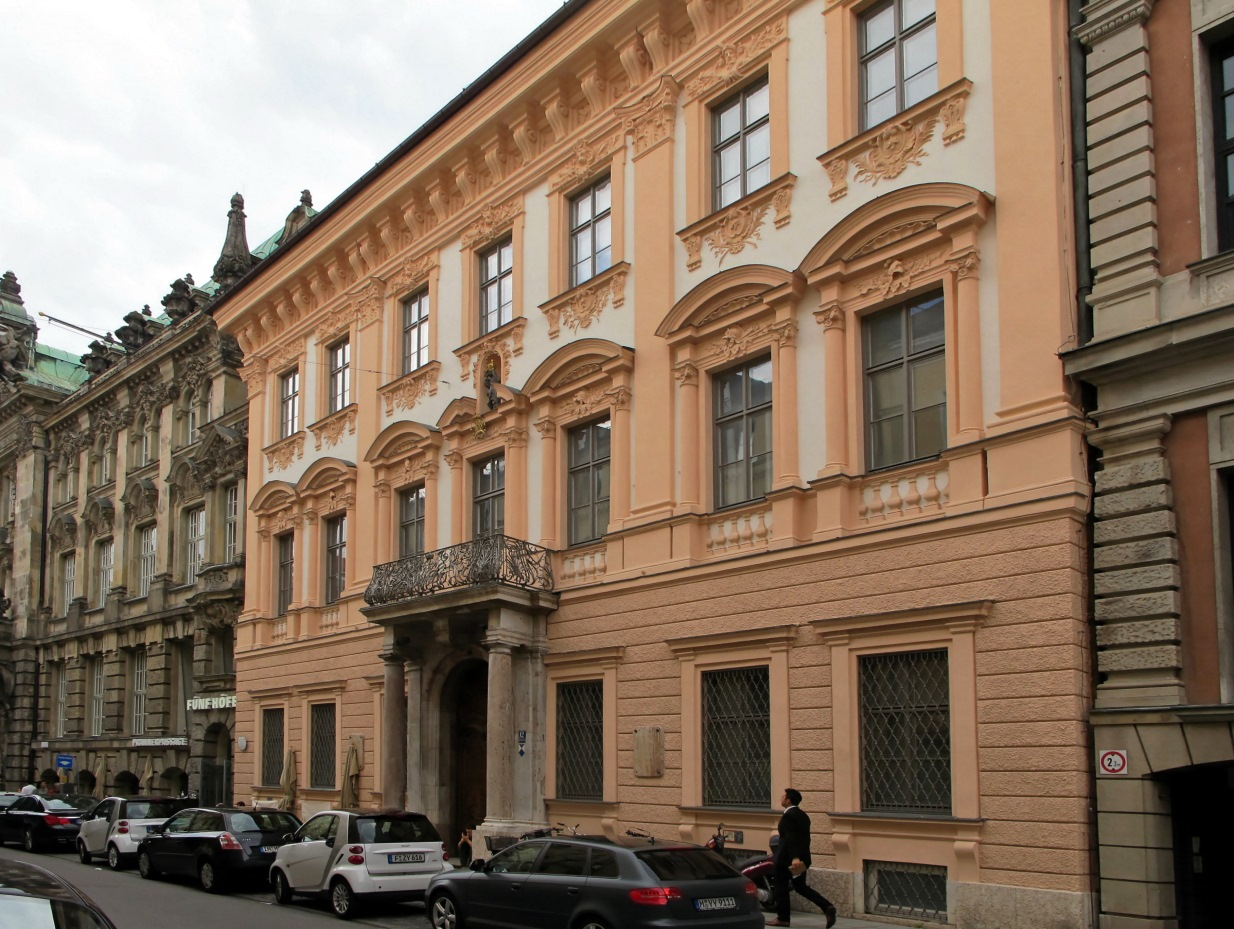
Palacio Porcia, Múnich

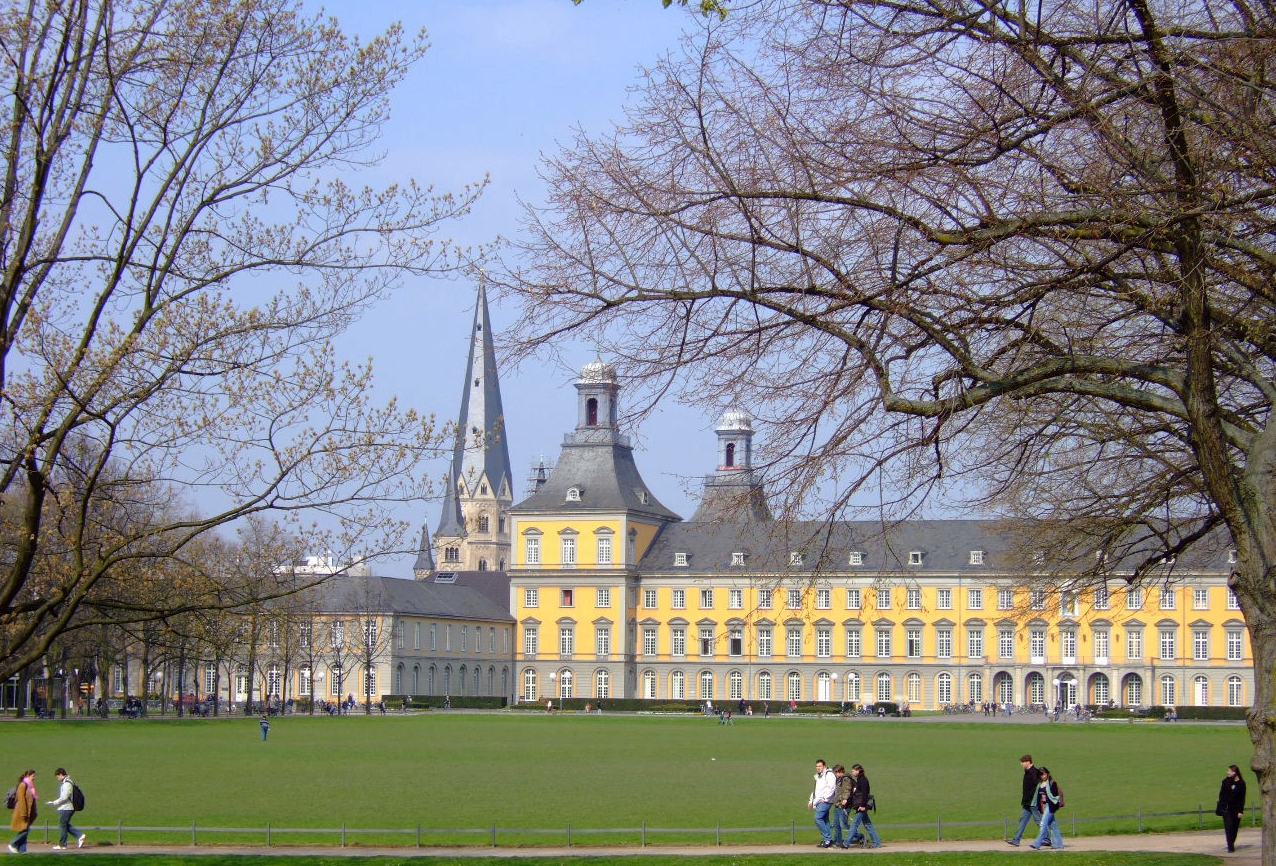
Palacio Electoral (1697-1702) de Bonn (más tarde completado por Robert de Cotte)

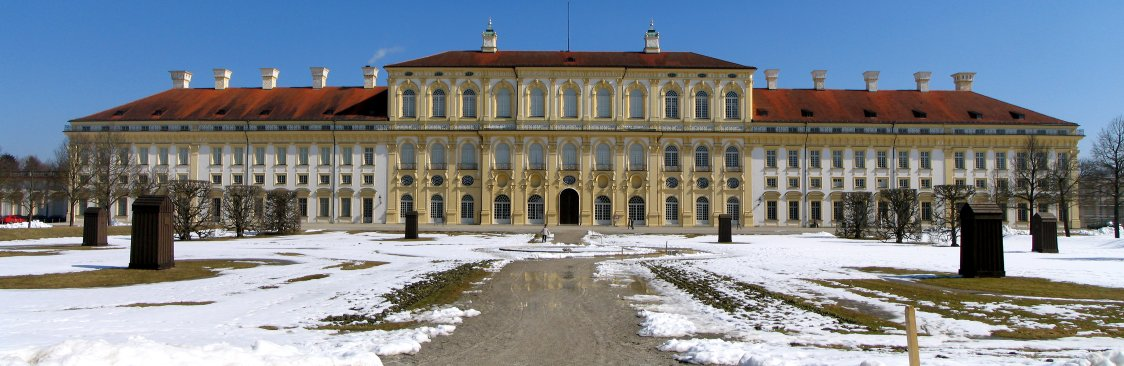
Palacio de Schleissheim (1701-1704) (más tarde completado por Joseph Effner)

Enrico era hijo de Giovanni Zucalli (ca. 1629-1678) natural de Roveredo, que había trabajado como estucador en la basílica de San Lorenzo, en Kempten, desde 1660. Enrico Zuccalli recibió su amplia formación de su cuñado Kaspar Zuccalli, quien también hizo posible que llegara a Munich en 1669. Antes de eso, las estancias en Roma y París en el círculo de Gian Lorenzo Bernini habían tenido una influencia duradera en el estilo de Zuccalli.
En 1673, en Munich, se convirtió en el arquitecto de la corte del Electorado de Baviera como sucesor de Agostino Barelli y permaneció en el cargo hasta la invasión austriaca de Baviera en 1706.  Se hizo cargo de sus obras de construcción y terminará la iglesia de los Teatinos en Múnich, iniciada por el propio Barelli, con la construcción de la cúpula y los campanarios en la fachada y se dedicó a la ampliación del palacio de Nymphenburg (1673-1702) y trabajó en el palacio de Schleissheim. En 1677 fue promovido a maestro constructor y en 1689 a Hofkammerrat. Desde principios de julio de 1684 hasta principios de marzo de 1685, Zuccalli viaja de nuevo a París con fines de estudio.Después de su regreso, se desarrolla una feroz rivalidad con Giovanni Antonio Viscardi, que mientras tanto había sido nombrado segundo arquitecto de la corte. Logró que fuera relegado temporalmente.
Entre 1684 y 1688, Zuccalli concibió y construyó para el elector Maximiliano II Emanuel el castillo de Lustheim en el parque del palacio de Schleissheim —residencia de verano de los príncipes electores de Baviera— y en 1689 el canal de Schleissheim. Otra de sus obras es el palacio Porcia (1693), aunque de los numerosos otros palacios aristocráticos de Zuccalli en Munich —como el palacio Törring-Seefeld en Rosental 7, el palacio Törring-Stein (palacio La Rose) en Dienerstraße, el palacio Au (palacio Ow) en Herzogspitalstraße o el palacio Berchem en Theatinerstraße— no queda nada. También en 1696 realizó un primer proyecto para el palacio Nuevo de Schleissheim. La construcción comenzó en 1701, y paralizada por la guerra de sucesión española, fue reanudada y completada por Joseph Effner.
En 1695, se trasladó a Lieja y trabajó también en Bruselas; luego fue a Bonn, donde debía reconstruir para José Clemente de Baviera, el palacio Electoral (Kurfürstliches Schloss), hoy el edificio principal de la Universidad de Bonn. La primera piedra se colocó en 1697 y no acabó el encargo, ya que fue relevado de todas sus funciones en 1706, en razón de la administración austriaca de Baviera. El palacio será terminado en 1715 por Robert de Cotte. Con sus enormes dimensiones, es una de las creaciones arquitectónicas monumentales del barroco europeo. En 1702, el adversario Viscardi se había convertido nuevamente en el arquitecto de la corte de Munich, y Zuccalli tuvo que dejarle la construcción del palacio de Nymphenburg. 
Entre 1710 y 1714 vivió en la abadía de Ettal donde se hizo cargo de su reconstrucción. Ahí Zuccalli encerró la iglesia gótica del monasterio de Mariä Himmelfahrt (Asunción de la Virgen María), a la que dio una fachada barroca de doble torre sobre el gran patio, que también fue rediseñado. El monasterio real dr convirtió en un complejo de dos patios en la parte oriental que antes no estaba desarrollada. Planeó reemplazar la bóveda gótica con una cúpula sin soporte, pero la falta de fondos retrasó las etapas individuales de construcción.
Después de 1714, tras el regreso del elector del exilio, Zuccalli impulsó la construcción de la escalera en el Palacio Nuevo en Schleissheim de acuerdo con sus planes. Los tramos de escaleras y plataformas están ubicados dentro de un salón alto y ancho, una idea que Balthasar Neumann retomó más tarde al diseñar las escaleras del palacio de Augustusburg en Brühl y la residencia de Würzburg. Sin embargo, Zuccalli ya no tuvo ninguna influencia en el diseño interior posterior de Schleißheim a partir de 1719. Zuccalli no encontró acceso al nuevo arquitecto de la corte formado en Francia, Joseph Effner, que completó el Palacio Nuevo. Sin embargo, hasta el final, el elector tuvo en alta estima a Zuccalli. Entre 1717 y 1721 Zuccalli todavía estaba trabajando en el nuevo edificio del monasterio franciscano en Mittenheim. Trabajó en Schleissheim.
Enrico Zuccalli murió el 8 de marzo de 1724 en Munich a la edad de 80 años. Se le considera el principal representante del Alto Barroco de Múnich. Con la muerte de Enrico Zuccalli, el largo dominio de los maestros de obras de Misox en la Baviera electoral finalmente llegó a su fin. Las fuerzas locales ya habían asumido el liderazgo con el regreso del elector Maximiliano II del exilio. El estilo barroco tardío de inspiración francesa (Regencia), a partir del cual se desarrolló el estilo rococó bávaro, dominó en la corte durante los años siguientes.

## Principales obras
- desde 1674-1680: Kapellplatz en Altötting (sin la reconstrucción planificada de la iglesia);
- 1680-1701: Residencia, Múnich;
- 1674-1702: continuación y ampliación del palacio de Nymphenburg (obra de Barelli);
- 1684-1689: palacio Lustheim en el complejo palaciego de Schleissheim;
- 1693-?: palacio Porcia en Múnich;
- 1697-1702: palacio Electoral de Bonn (más tarde completado por Robert de Cotte);
- 1701: Schloss Harlaching
- 1701-1704: nuevo palacio de Schleissheim (más tarde completado por Joseph Effner);
- 1709-1726: reconstrucción de la abadía de Ettal.[2]